# Aressy
Aressy is een gemeente in het Franse departement Pyrénées-Atlantiques (regio Nouvelle-Aquitaine) en telt 550 inwoners (2004). De plaats maakt deel uit van het arrondissement Pau.

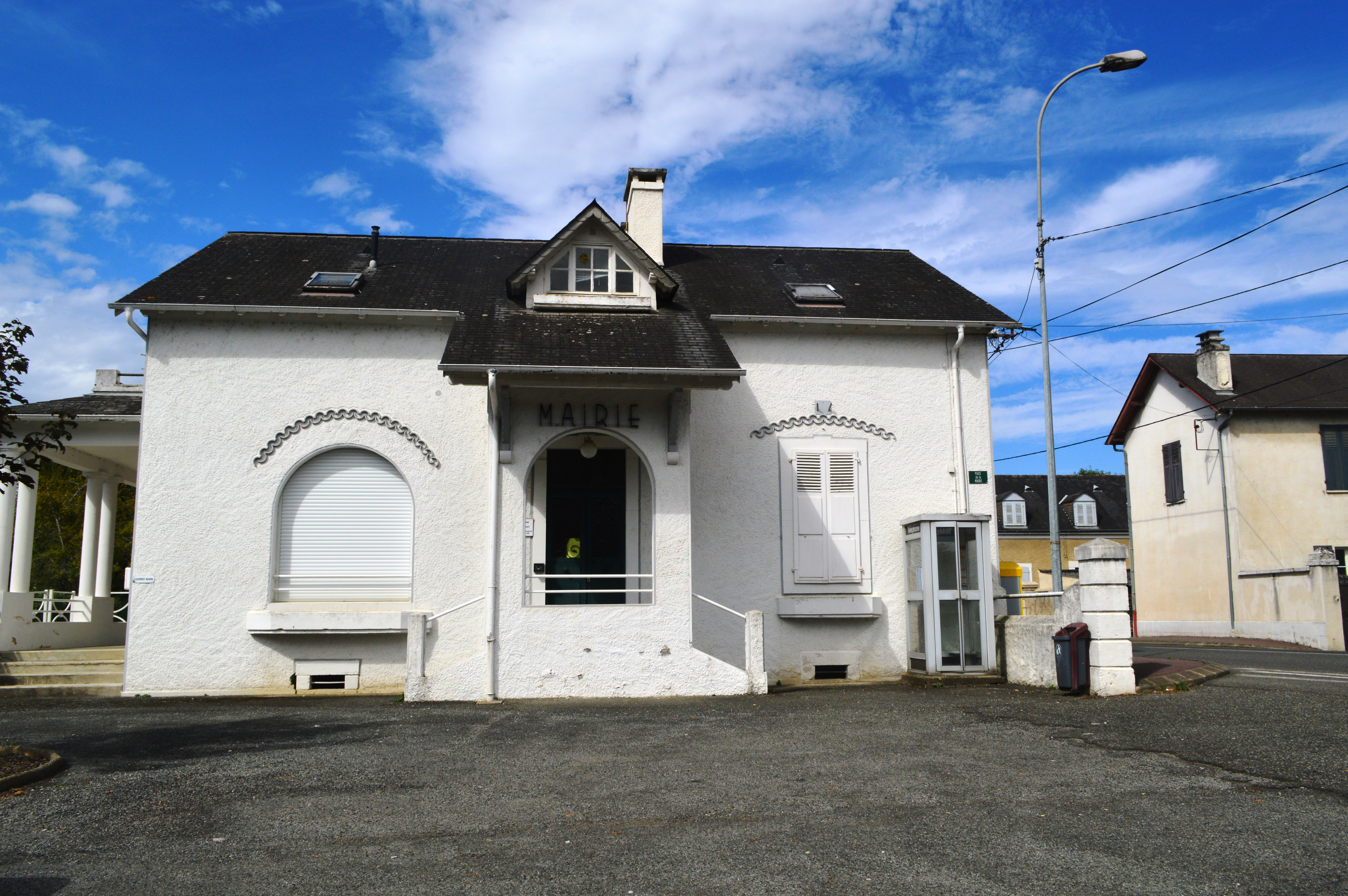
Gemeentehuis
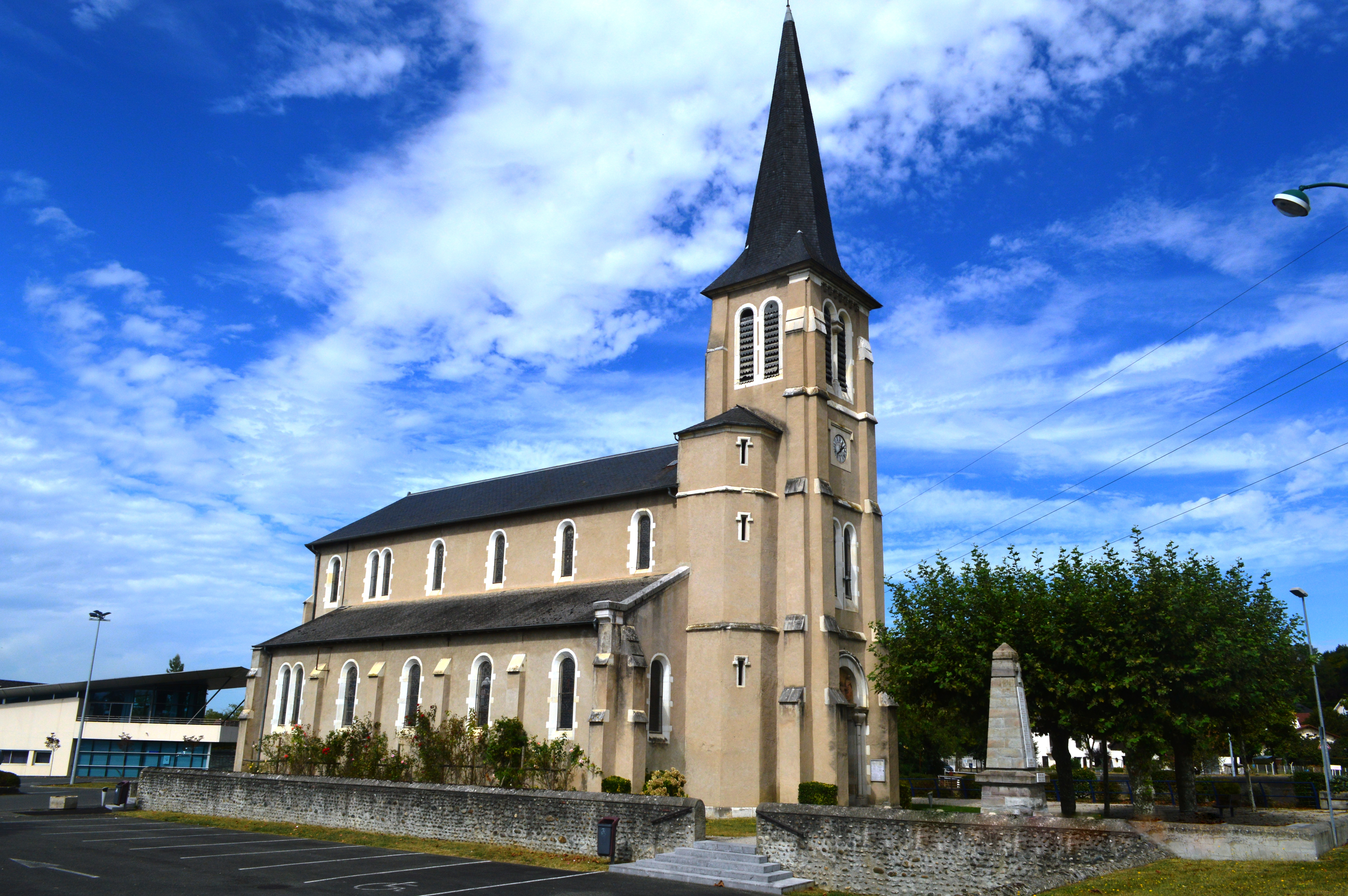
Kerk van Aressy

## Geografie
De oppervlakte van Aressy bedraagt 2,1 km², de bevolkingsdichtheid is 261,9 inwoners per km².
De onderstaande kaart toont de ligging van Aressy met de belangrijkste infrastructuur en aangrenzende gemeenten.

## Demografie
Onderstaande figuur toont het verloop van het inwonertal (bron: INSEE-tellingen).